# Se avecinan malos tiempos
«Se avecinan malos tiempos» es el décimo noveno capítulo de la segunda temporada de la serie de televisión The West Wing.

## Argumento
Leo convence al Presidente Josiah Bartlet para que vaya a ver al Director Jurídico de la Casa Blanca, Oliver Babish, que lleva sólo 3 meses en el puesto, pidiéndole ayuda ante el problema de su Salud. Tras el shock inicial tras conocer la enfermedad del segundo, comienza a realizarle una serie de preguntas con la intención de averiguar si ha mentido sobre su estado. El Presidente le comenta, entre otras cosas, que no tiene seguro de vida y que nunca ha mentido bajo juramento. Finalmente Charlie, mientras rellena los formularios para su ingreso en la Universidad, se da cuenta de que su jefe ha cometido un error: firmó los papeles de su hija Zoey haciendo constar que no tenía nada que declarar sobre su estado de Salud.
Mientras, un petrolero monocasco ha embarrancado en Delaware, crisis que preocupa especialmente a Sam. Años atrás él trabajaba para una aseguradora que se encargó de realizar un estudio sobre la viabilidad de la compra del barco siniestrado. Él mismo se supervisó el proyecto para blindar a la naviera contra accidentes que pudiera tener, un hecho del que no se siente nada orgulloso.
Josh se reúne con varios asesores del gobierno para ayudar a México, cuya economía se ha colapsado: el peso se ha devaluado y la bolsa ha perdido casi un 20% de su valor; Donna en un principio critica esa postura, por cuanto se prestará 30000 millones de Dólares con parte de sus impuestos. Josh le hará ver que terminarán devolviendo el dinero, del mismo modo que en 1939, Estados Unidos apoyó a sus aliados frente al fascismo con armas y ayuda humanitaria.
Por último, Toby obliga a C.J. a buscar a la persona que ha filtrado a la prensa un posible cambio en la política de bonos escolares. Aunque no es una situación grave, Toby tiene una obsesión: si al personal de la Casa Blanca se le escapan nimiedades como esa, qué ocurrirá en cuestiones mucho más delicadas, como la esclerosis múltiple del Presidente. C.J. se dará cuenta que algo se le está ocultando.